# کاسالمایوکو
کاسالمایوکو (به ایتالیایی: Casalmaiocco) یک کومونه در ایتالیا است که در استان لودی واقع شده‌است.

## خصوصیات
کاسالمایوکو ۴٫۷ کیلومترمربع مساحت و ۲٬۸۱۴ نفر جمعیت دارد و ۸۸ متر بالاتر از سطح دریا واقع شده‌است.